# Сидоренко, Игорь Николаевич
И́горь Никола́евич Сидоре́нко (род. 22 июня 1967) — советский и украинский легкоатлет, специалист по бегу на длинные дистанции, кроссу и марафону. Выступал в 1991—2001 годах, обладатель бронзовой медали Спартакиады народов СССР, призёр первенств всесоюзного и республиканского значения, победитель и призёр ряда крупных международных стартов на шоссе, участник кроссовых чемпионатов мира 1992 года в Бостоне и 1996 года в Стелленбосе. Представлял город Харьков и физкультурно-спортивное общество Профсоюзов.

## Биография
Игорь Сидоренко родился 22 июня 1967 года. Занимался лёгкой атлетикой в Харькове, Украинская ССР, выступал за добровольное спортивное общество «Трудовые резервы» и физкультурно-спортивное общество Профсоюзов.
Первого серьёзного успеха на всесоюзном уровне добился в сезоне 1991 года, когда на чемпионате страны в рамках X летней Спартакиады народов СССР в Киеве выиграл бронзовую медаль в беге на 10 000 метров. Участвовал в экидене Потсдам — Берлин.
В 1992 году в составе сборной СНГ стартовал на чемпионате мира по кроссу в Бостоне, занял итоговое 183-е место.
После распада Советского Союза выступал в основном на шоссейных коммерческих стартах в Европе, преимущественно во Франции. Неоднократно становился победителем и призёром на марафонских дистанциях.
В 1996 году представлял Украину на кроссовом чемпионате мира в Стелленбосе, расположился в итоговом протоколе соревнований на 190-й позиции. Также стал серебряным призёром на Лионском марафоне и на марафоне в Пюто, во втором случае установил свой личный рекорд — 2:13:38.
В 1998 году занял 12-е и 5-е места на полумарафонах в Нижнем Новгороде и Москве, показал седьмой результат на чемпионате России по полумарафону в Санкт-Петербурге.
Завершил спортивную карьеру по окончании сезона 2001 года.